# Barby-Pop
Barby-Pop was een Amsterdamse Nederpopband, die actief was van 1992 tot 2005. Het laatste optreden van de band vond plaats op woensdag 5 januari 2005 in Paradiso. 
Begonnen om als een van de eerste bands Nederpop voor een groter publiek ten gehore te brengen, ontwikkelde Barby-Pop zich als de hardere en intensere variant, waarbij de band zichzelf af en toe ook wat minder serieus nam. Wat volgde was een finaleplaats in De Grote Prijs van Nederland, verschillende tv-optredens (Paul Haenen) en vele optredens in thuisbasis Amsterdam maar ook ver daarbuiten. Het uitblijven van landelijk succes deed de band besluiten te stoppen.

## Bandleden (in wisselende samenstellingen)
- Gino Pisa: zang
- Remco Stig: drums en zang
- Frank van Vuuren: gitaar en zang
- Joost van Wegen: bas, zang en toetsen
- Gerrit Sinay: gitaar en zang
- Sebastiaan van den Corput: basgitaar en zang
- Wout van Breughel: drums en zang
- Jurgen van Laere: bas
- Iwan li a Ling:gitaar
- Jan Burgers: drums

## Discografie
- Valium 1 - 1993 (cassette)
- Toffees - 1994
- Panty - 1996
- Hier komt Roeltje - 1999
- Gruis - 2000
- Reigers - 2002